# فرودگاه یوانخو ئی. یروسخین
فرودگاه یوانخو ئی. یروسخین (به انگلیسی: Juancho E. Yrausquin Airport) یک فرودگاه همگانی با کد یاتا SAB است که یک باند فرود سنگفرش دارد و طول باند آن ۳۹۶ متر است. این فرودگاه در جزیرهٔ سیبا قرار دارد.

## خطوط هوایی و مقصدهای پرواز
| شرکت‌های هواپیمایی | مقصدهای پروازی                                                  |
| ----------------- | --------------------------------------------------------------- |
| وین‌ایر            | فرودگاه فرانکلین دلانو روزولت، فرودگاه بین‌المللی پرینسس جولیانا |

### چارتر
| شرکت‌های هواپیمایی     | مقصدهای پروازی                   |
| --------------------- | -------------------------------- |
| Anguilla Air Services | فرودگاه بین‌المللی کلیتن جی. لوید |
| وین‌ایر                | فرودگاه بین‌المللی و. س. برد      |

## شرکت‌های هواپیمایی و مقصدهای پروازی
The only airline currently providing scheduled services to and from Yrausquin Airport is locally owned وین ایر, which operates daily flights to سینت مارتن aboard a de Havilland Canada DHC-6 Twin Otter. On average, flights to Sint Maarten last no longer than 15 minutes.
| شرکت‌های هواپیمایی     | مقصدهای پروازی                            |
| --------------------- | ----------------------------------------- |
| Anguilla Air Services | چارتر: کلیتن جی. لوید                     |
| وین ایر               | پرینسس جولیانا، گوستاف ۳ چارتر: و. س. برد |
| Windward Express      | چارتر: پرینسس جولیانا                     |